# Camellia transnokoensis
Camellia transnokoensis là một loài thực vật có hoa trong họ Theaceae. Loài này được Hayata mô tả khoa học đầu tiên năm 1919.